# 橋本喜三
橋本 喜三（はしもと きぞう、1912年9月14日 - 没年不明）は、美術評論家。
京都市生まれ。1936年早稲田大学文学部英文科卒。1940年朝日新聞社に入社。京都支局、大阪本社学芸部で美術記者。1946年京都美術懇話会を結成しのち理事。1967年定年退社。1970年池坊短期大学教授、1983年客員教授。1975-1983年朝日アートセンター館長。

## 著書
- 『京都画壇』三彩社 1968
- 『日本美術の女性たち』三彩社 1970
- 『京都と近代美術』京都書院 1982
- 『近代京都美術の創造者たち』京都書院 1986
- 『美術記者の京都』朝日新聞社 1990
- 『陶工河井寛次郎』朝日新聞社 1994